# Grynia nigricoxis
Grynia nigricoxis är en insektsart som beskrevs av Stsl 1862. Grynia nigricoxis ingår i släktet Grynia och familjen Tropiduchidae. Inga underarter finns listade i Catalogue of Life.